# Потапов, Макарий Васильевич
Мака́рий Васи́льевич Пота́пов (16 [28] февраля 1887, Калязин, Российская империя — 9 мая 1949, Москва, СССР) — советский учёный в области гидротехники и гидрологии, член-корреспондент АН БССР (1940).

## Биография
Родился в Калязине 16 (28) февраля 1887 года.
В 1914 году окончил Петербургский институт инженеров путей сообщения.
С 1915 года работал в Крыму по орошению, метеорологии, гидрогеологии, с 1921 руководил Управлением водного хозяйства Крыма. В 1925—1928 годы — консультант Госплана СССР. В 1928—1930 годы работал в Средней Азии. С 1930 года преподавал в Московском гидромелиоративном институте им. В. Р. Вильямса: ассистент, доцент, с 1936 — профессор. В 1938—1939 годы читал лекции в Белорусском политехническом институте, в 1940—1941 и 1944—1946 годы руководил водохозяйственным сектором Отделения технических наук АН БССР.
Участвовал в составлении генерального плана и организации водного хозяйства Крыма, Закавказья, Средней Азии. В 1940-е годы участвовал в разработке проектов реконструкции водного режима и освоения Полесской низменности.
Умер 9 мая 1949 года в Москве.

## Научная деятельность
Разработал теорию продольно-винтового течения потока и метод искусственной поперечной циркуляции, дающий возможность преобразовывать структуру водного потока в желательном для практики направлении. Предложил системы для перестройки структуры потока.
Профессор (1936), доктор технических наук (1942). Автор более 30 научных работ.

### Избранные труды
- Данные наблюдений над осадками по простым дождемерам метеорологической сети Крымводхоза за период 1916—1923 гг. / Под общ. ред. М. В. Потапова. — Симферополь : Крымполиграфтрест, 1924. — 32+45 с. — (Материалы по вод. хоз-ву Крыма / Упр. вод. хоз-ва ; Вып.4)
- Расход воды в главнейших речных долинах Крыма за 1913-24 годы по данным Гидрометрической сети Крымводхоза / Под общ. ред. М. В. Потапова. — Симферополь : Крымполиграфтрест, 1925. — 55 с. — (Материалы по вод. хоз-ву Крыма / Упр. вод. хоз-ва ; Вып.5)
- Борьба с донными наносами и защита берегов от размыва : Краткое рук-во по применению метода поперечной циркуляции. — М.: Сельхозгиз, 1936. — 46+2 с.
- Направляющие системы новых типов. — М.: Моск. гидромелиоративный ин-т, 1940. — 12+2 с. — (Научные записки / Моск. гидромелиоративный ин-т им. В. Р. Вильямса ; Т. 10. Вып. 25).
- Номограммы для расчета каналов и труб. — М.: Б. и., 1929. — 31 с. — ([Материалы] / НКЗ. Упр. землеустройства и мелиорации. Техн. ком. по делам нар. хоз. и мелиорации ; Вып. 25).
- Регулирование водных потоков методом искусственной поперечной циркуляции. — М.—Л.: Изд-во Акад. наук СССР, 1947. — 76 с.
- Регулирование стока. — М.—Л.: Сельхозгиз, 1933. — 132 с.[5]
  - Регулирование стока : (Водохоз. расчеты) : Гл. упр. вузов и техникумов НКЗ СССР допущено в качестве учебника для гидромелиорат. ин-тов и фак-тов. — 2-е изд., перераб. и расшир. — М.: Сельхозгиз, 1940. — 280 с.
- Сочинения : В 3 т. / [Под общ. ред. акад. Е. А. Замарина и др.]. — М.: Сельхозгиз, 1950—1951. — 399+520+480 с.
- Проектирование и постройка земляных плотин / Потапов М. В., Замарин Е. А., Шипенко П. И., Опацкий В. В. — М.: изд. и тип. Изд-ва Всес. акад. с.-х. наук им. В. И. Ленина, 1937. — 93+3 с.
- Метод поперечной циркуляции и его применение в гидротехнике : (Итоги исследования метода в 1932—1946 гг.) / Потапов М. В., Пышкин Б. А.. — М.—Л.: Изд-во Акад. наук СССР, 1947. — 148 с.

## Награды
- орден «Знак Почёта» (1944),
- медаль,
- Сталинская премия (1952, посмертно)[1][3][4].